# Radwa Sayed
Pour les articles homonymes, voir Sayed.
Radwa Sayed Mahmoud (en arabe : رضوي سيد محمود) est une karatéka égyptienne.

## Carrière
Radwa Sayed est médaillée de bronze de kumite dans la catégorie des moins de 50 kg aux Jeux africains de 2015 à Brazzaville ainsi qu'aux Championnats du monde de karaté 2016 à Linz et aux Championnats d'Afrique de karaté 2018 à Kigali. Elle est médaillée d'argent en moins de 50 kg aux Championnats d'Afrique de karaté 2019 à Gaborone et aux Championnats d'Afrique de karaté 2020 à Tanger.